# Pidhaiți (Velîka Severînka), Kirovohrad
Pidhaiți (în ucraineană Підгайці) este un sat în comuna Velîka Severînka din raionul Kirovohrad, regiunea Kirovohrad, Ucraina.

## Demografie
Componența lingvistică a localității Pidhaiți
     Ucraineană (94,5%)
     Rusă (4,98%)
     Alte limbi (0,35%)
Conform recensământului din 2001, majoritatea populației localității Pidhaiți era vorbitoare de ucraineană (94,5%), existând în minoritate și vorbitori de rusă (4,98%).